# Mutzig
Mutzig é uma comuna francesa na região administrativa de Grande Leste, no departamento Baixo Reno. Estende-se por uma área de 8,01 km². Em 2010 a comuna tinha 6 095 habitantes (densidade: 760,9 hab./km²).